# Concerto per pianoforte e orchestra n. 19 (Mozart)
Il concerto per pianoforte e orchestra n. 19 in Fa maggiore K 459 di Wolfgang Amadeus Mozart inizia con un tempo di marcia e per questa ragione viene a volte catalogato tra i concerti militari. Tuttavia di militare questa composizione non ha nulla se non una grande limpidezza nella parte solistica.
Il concerto è anche noto come Concerto dell'incoronazione in quanto il compositore lo eseguì e diresse in occasione dei festeggiamenti per l'incoronazione dell'imperatore Leopoldo II a Francoforte sul Meno, assieme al concerto dell'Incoronazione n. 26 K 537, il quale era stato composto proprio per l'occasione; per tale importante esecuzione, Mozart ampliò l'organico, aggiungendo 2 trombe e timpani, in modo da aumentarne l'aspetto più marziale e celebrativo. ma queste parti sono andate perdute.
L'allegro inizia con un tema molto semplice, privo di impennate e di improvvisi, che Mozart ripropone per tutto il movimento quasi a dimostrare che l'intero pezzo possa essere risolto con un unico tema. Mozart introduce nel corso dell'allegro altri due temi, ma quello iniziale si presenta con una insistenza quasi ossessiva e lo caratterizza.  
Un carattere pastorale, esposto con il tema iniziale e più volte ripreso nel corso del movimento, apre l'allegretto; si tratta di un tema sereno e cantabile ricco di toni patetici quando si esprime in tonalità minore.
Si trovano accenti haydniani nell'allegro assai finale che espone un tema nitido, con un ritmo molto marcato e il cui tema riporta a quello con cui inizia il concerto. 
Del concerto ci sono rimaste le cadenze originali di Mozart per il primo e terzo movimento.
Ferruccio Busoni ha trascritto il finale del concerto per 2 pianoforti con il titolo Duettino concertante nach Mozart